# Erik, le Viking (film, 1965)
Pour les articles homonymes, voir Erik, le Viking.
Pour plus de détails, voir Fiche technique et Distribution.
Erik, le Viking (Erik il vichingo) est un film d'aventures italo-espagnol réalisé par Mario Caiano, sorti en 1965.

## Synopsis
À la mort de leur chef, Erik et Eyolf sont désignés pour diriger le peuple viking. Eyolf voit d'un mauvais œil ce partage du pouvoir auquel il ne s'attendait pas. Sous la menace des Danois, Erik décide d'aller à la recherche des nouvelles terres. Eyolf ne l'accompagne pas, mais ses complices sont du voyage. Arrivé en Amérique, les vikings fraternisent avec les indiens, et Erik tombe amoureux de Wa-Ta-Wa, la fille du chef. Le mariage est prévu, mais Sven, un autre dignitaire indien la convoite. Il s'ensuit une violente bataille aiguisée par les partisans de Eyolf. Ceux-ci seront tués aux cours des affrontements, mais Wa-Ta-Wa recevra une flèche mortelle. Quand Erik revient au pays alors qu'on le croyait mort, il comprend la trahison de Eyolf qui, poursuivi par la foule, se jette du haut d'une falaise.

## Fiche technique
- Titre français : Erik, le Viking
- Titre original : Erik il vichingo
- Réalisateur : Mario Caiano
- Scénario : Arpad De Riso, Nino Scolaro
- Production : Luigi Mondello, José Maria Ramos
- Musique : Carlo Franci
- Photographie : Enzo Barboni
- Pays de production:  Italie,  Espagne
- Langue : italien
- Genre : Film d'aventure
- Durée : 95 minutes
- Dates de sortie :
  - Italie : 11 mars 1965
  - Espagne : 24 septembre 1965

## Distribution
- Giuliano Gemma (VF : Denis Savignat) : Erik
- Erno Crisa (VF : René Bériard) : Eyolf
- Gordon Mitchell (VF : Michel Gatineau) : Sven /  Byarni
- Eleonora Bianchi (VF : Évelyn Séléna) : Gutrid
- Elisa Montés  : Wa-Ta-Wa
- Eduardo Fajardo (VF : Jean Violette) : Olaf
- Beni Deus (VF : Jean-Henri Chambois) : Thorsten
- Carla Calò (VF : Françoise Fechter) : Freiodis, mère d'Erik
- Aldo Bufi Landi (VF : Yves Barsacq) : Akropoulos
- Alfio Caltabiano : Narvik (VF : José Squinquel) / Wingar (VF : Pierre Fromont)
- Lucio De Santis  : Erlof
- Fortunato Arena (VF : Gérard Berner) : Gedungener Mörder
- Fedele Gentile (VF : Lucien Bryonne) : Thorvald

Source : Carton de doublage